# Ōyamazaki

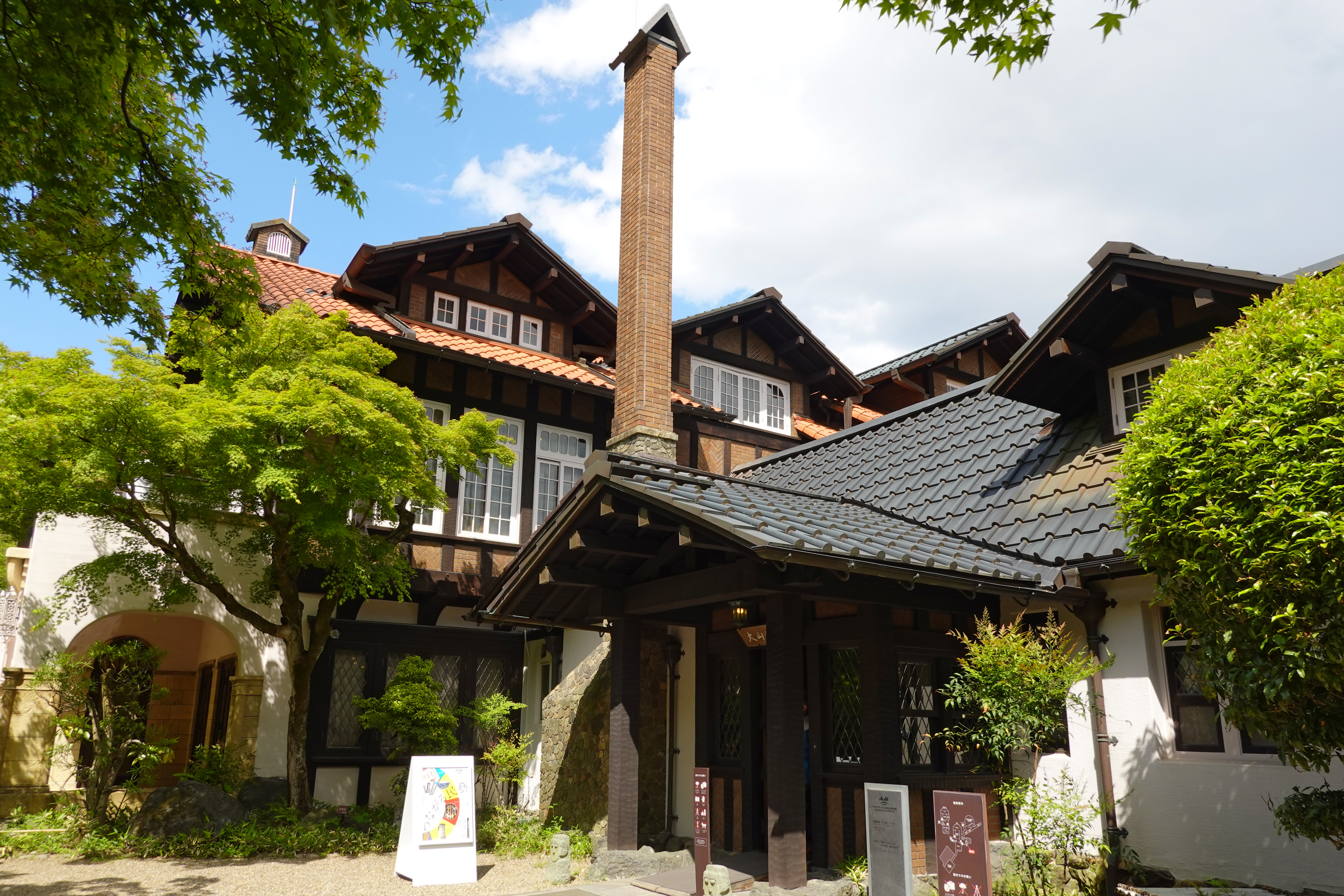
Asahi Beer Oyamazaki Villa Museum of Art

Ōyamazaki (大山崎町, Ōyamazaki-chō) est un bourg du district d'Otokuni, dans la préfecture de Kyoto au Japon.

## Géographie

### Situation
Ōyamazaki est situé dans le sud-est de la préfecture de Kyoto, à la limite avec la préfecture d'Osaka.

### Municipalités limitrophes
| Nagaokakyō | Nagaokakyō | Nagaokakyō |
| Shimamoto  | Ōyamazaki  | Kyoto      |
| Shimamoto  | Yawata     | Yawata     |

### Démographie
Au 1er décembre 2014, la population d'Ōyamazaki s'élevait à 15 058 habitants répartis sur une superficie de 5,97 km2. En août 2024, elle était estimée à 16 615 habitants.

### Hydrographie
Le bourg est bordé au sud par les rivières Katsura, Uji et Kizu, peu avant leur confluence.

## Histoire
Le village moderne d'Ōyamazaki a été créé le 1er avril 1889 à la suite de la mise en place du système de municipalités modernes. Il est élevé au statut de bourg en 1967.

## Culture locale et patrimoine
L'Asahi Group Oyamazaki Villa Museum of Art expose notamment quelques œuvres de Claude Monet.

## Transports
Le bourg d'Ōyamazaki possède deux gares ferroviaires : la gare de Yamazaki sur la ligne JR Kyoto et la gare d'Ōyamazaki sur la ligne Hankyu Kyoto.